# Hernâni Dias
Hernâni Dinis Venâncio Dias (Fermentãos,  Sendas, Bragança, 29 de Agosto de 1967) é um dirigente político português, atual deputado à Assembleia da República eleito pelo PSD para a XVI legislatura (2024-2028). Entre 2013 e 2024, foi presidente da Câmara Municipal de Bragança.
Exerceu funções docentes em várias escolas do distrito de Bragança, nomeadamente na Escola Secundária de Moncorvo, Vinhais, Miranda do Douro, Vila Flor, Sendim, Vinhais e Mirandela.
No ano de 2001 concorre às eleições autárquicas, nas listas do PSD, à presidência da junta de Freguesia de Sendas, tendo saído vitorioso, situação que se repetiu nas eleições de 2005, perfazendo um total de 8 anos como Presidente daquela Junta de Freguesia.
Nas eleições autárquicas de 2009, integra as listas do PSD, tendo sido eleito Vereador a tempo inteiro, com os pelouros do Urbanismo, Equipamento, Habitação Social, Juventude e Desporto.
De 2009 a 31 de Dezembro de 2011, foi Presidente da Direção da Associação Cybercentro de Bragança.
Desde 2009 até à atualidade é Presidente da Direção da Associação Centro Ciência Viva de Bragança.
Foi eleito, por maiorias absolutas, Presidente da Câmara Municipal de Bragança, pelas listas do PSD, nas eleições autárquicas de 2013, de 2017 e de 2021.
Foi secretário de Estado da Administração Local e Ordenamento do Território até janeiro de 2025.